# جمعية كشافة غرينادا
جمعية كشافة غرينادا هي المنظمة الكشفية الوطنية في غرينادا، تأسست في عام 1924، وأصبحت عضوا في المنظمة العالمية للحركة الكشفية في عام 1979. هذه الجمعية شاركت بالعديد من الأنشطة التعليمية وتضم 1378 عضو اعتبارا من عام 2011.